# Chemin de fer de Romery à Liart
La ligne de Romery à Liart est une ancienne ligne de chemin de fer d'intérêt local du département de l'Aisne aujourd'hui disparue.
Construite et exploitée à voie métrique par la Compagnie des chemins de fer départementaux de l'Aisne, avant d'être mise à voie normale lors de sa reconstruction après la Première Guerre mondiale, elle desservait les industries locales.

## Chronologie
- 1908 : Concession de la ligne de Romery à Liart via Vervins
- 1912 : Ouverture de la section Romery - Vervins (voie métrique)
- 1913 : Ouverture de la section Vervins - Liart (voie métrique)
- 1914-1918 destructions de la Première Guerre mondiale
- 1920/1925 : reconstruction de la ligne en voie normale
- 1935 : Fermeture de la section Vervins - Liart
- 1940 : Déclassement de la section Vervins - Liart
- 1951 : Fermeture de la section Romery - Vervins
- 1955 : Déclassement de la section Romery - Vervins

## Histoire
Petite ligne d'intérêt local concédée à la compagnie des chemins de fer départementaux de l'Aisne par une convention datant du 31 janvier 1908, la ligne relie deux gares, situées pour l'une sur l'importante transversale reliant la ligne Guise - Hirson à la ligne Lille - Thionville, passant par Liart, en évitant la ville d'Hirson par Vervins qui est le chef-lieu de canton et d'arrondissement. Cette ligne a pour objectif essentiel de desservir les entreprises du bassin industriel traversé. La compagnie effectue la concession qui lui a été attribuée en achevant la construction et en mettant en service la ligne dans son intégralité sous forme de voie métrique. Sur la partie de la ligne située dans l'Aisne, une convention est signée le 31 janvier 1908, entre le préfet du département et les représentants de la compagnie. Cette convention est publiée le 23 décembre 1908 au Journal officiel.
La Première Guerre mondiale va nuire gravement à la ligne en raison de la destruction apportée à celle-ci. En 1922, la compagnie des chemins de fer départementaux de l'Aisne fusionne avec la compagnie du chemin de fer de Saint-Quentin à Guise pour former la Compagnie des chemins de fer secondaires du Nord-Est.  La ligne est reconstruite en voie normale et non plus métrique.
En raison du manque de trafic. le tronçon Vervins à Liart en passant à Brunehamel est fermé en 1935 puis déferré. Cette section est déclassée par décret du 3 mai 1940. Il ne subsiste alors que le tronçon de Romery à Vervins.
En 1951, toujours en raison de la perte d'exploitation de la ligne, le dernier tronçon allant de Romery à Vervins est fermé. Les infrastructures et notamment les gares faisant partie de la ligne subsistante sont vendues aux municipalités ou à des particuliers. La ligne est déclassée par décret du 2 juin 1955 puis déferrée en 1960.
Aujourd'hui, seules quelques traces du passé ferroviaire subsistent essentiellement les anciennes gares devenues des maisons.

## Ligne
La ligne avait une longueur de 55 km.

### De Romery à Vervins
Le tronçon faisait 19 km et desservait :
- Wiège-Faty - Romery
- Wiège
- Le Sourd
- La Vallée-aux-Bleds - Lemé
- Voulpaix
- Cambron
- Vervins

#### Galerie de photographies

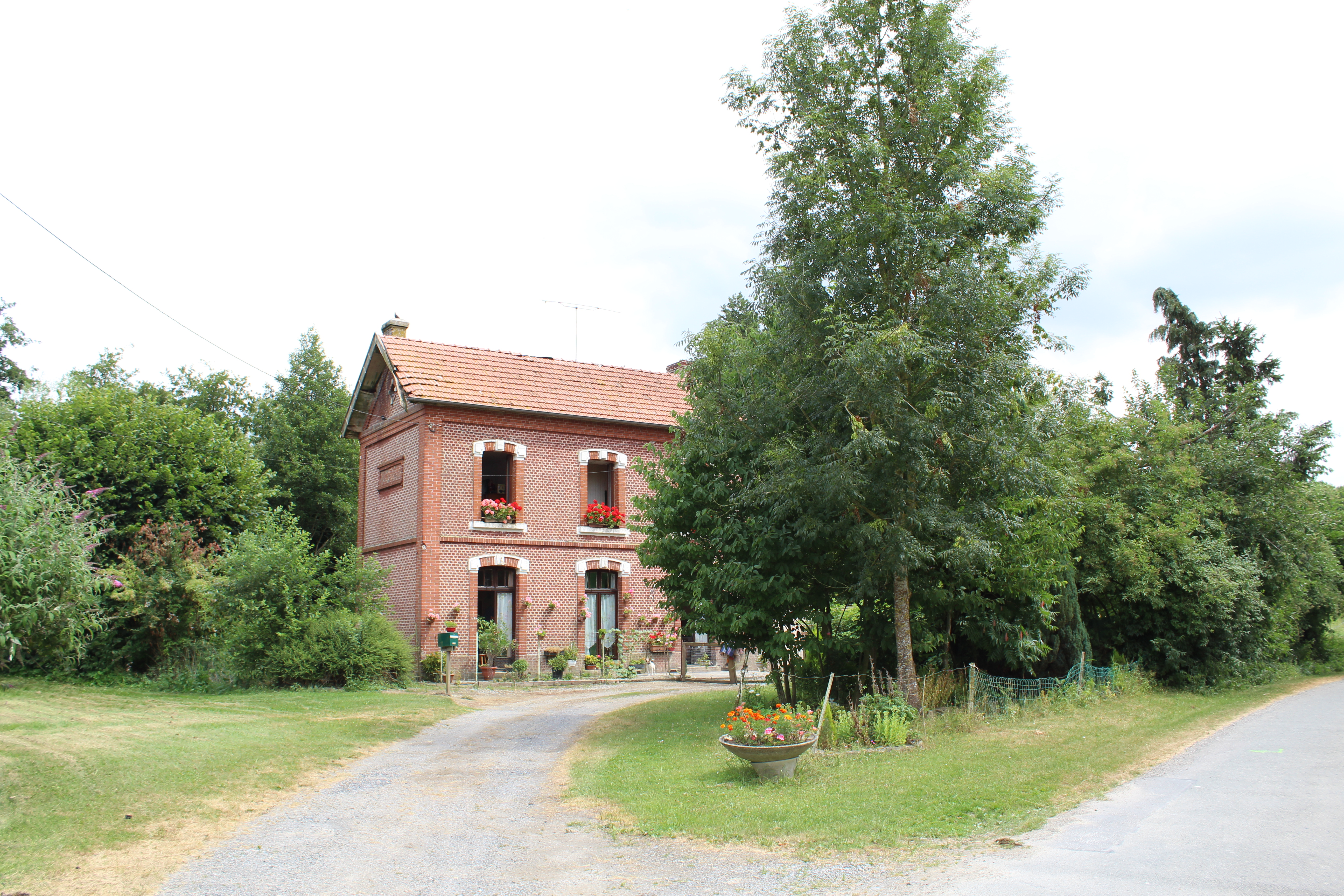
L'ancienne gare de Wiège, transformée en habitation.
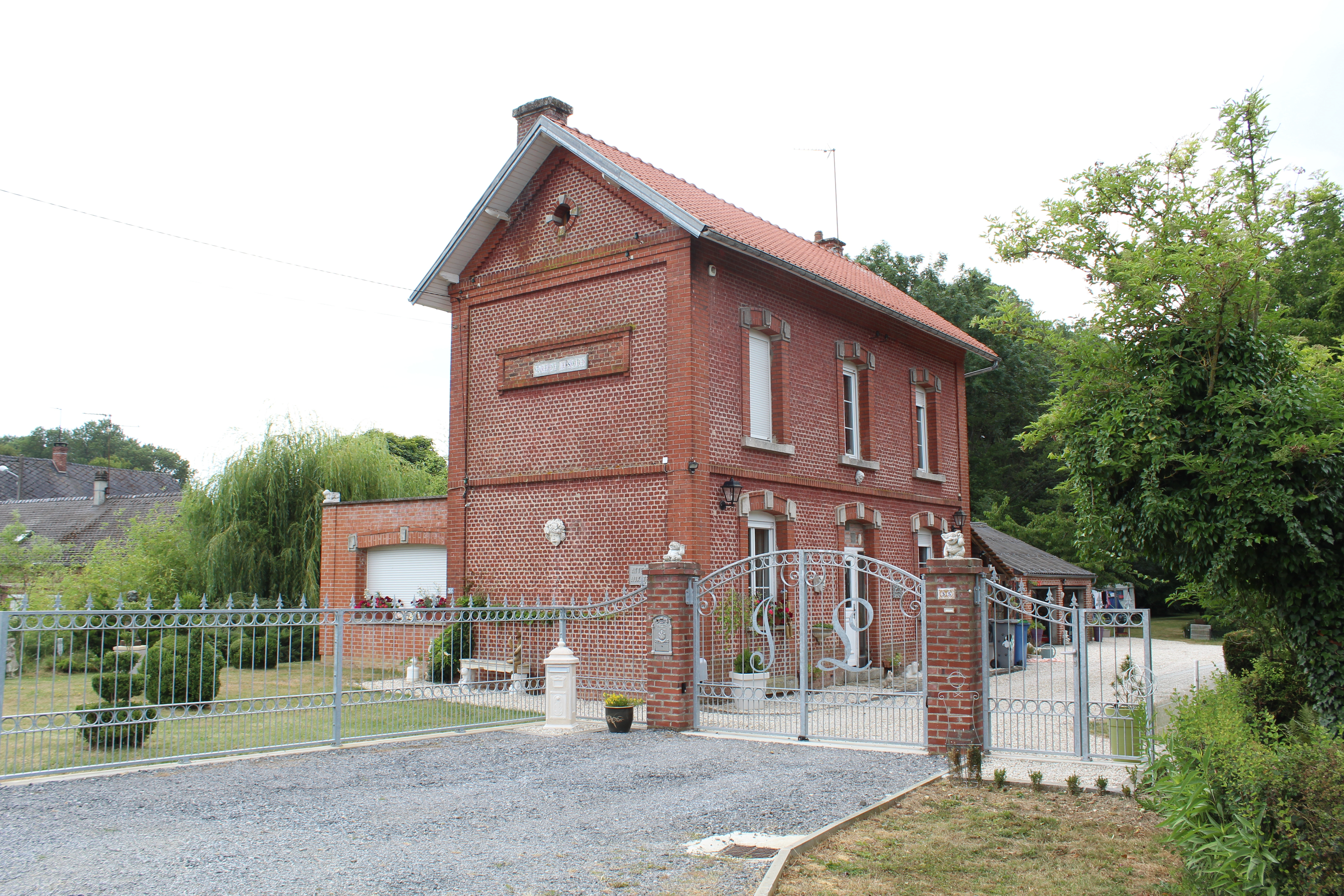
L'ancienne gare du Sourd, également transformée en habitation.
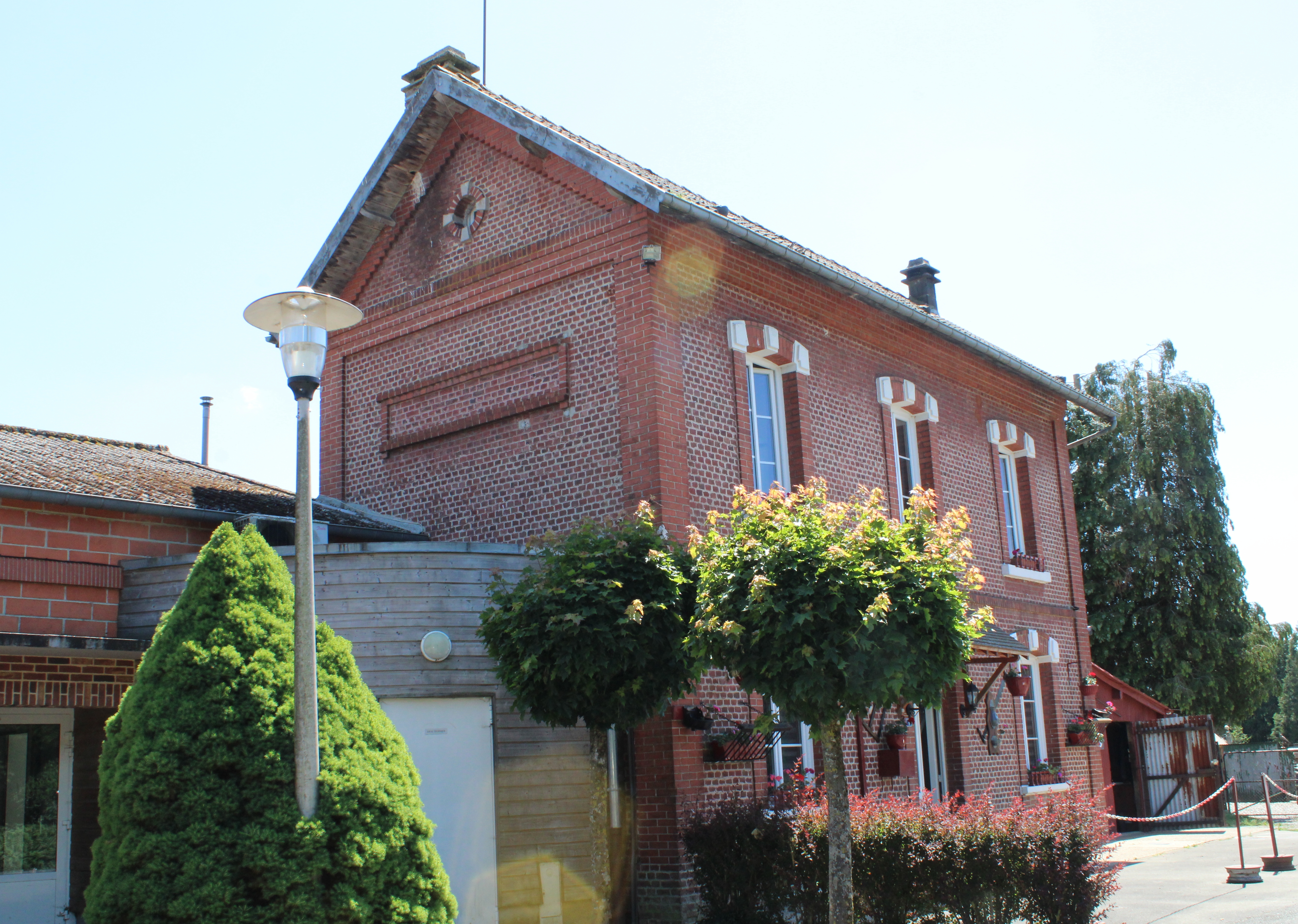
L'ancienne gare de Voulpaix.

### De Vervins à Brunehamel
Le tronçon faisait 23 km et desservait :
- Vervins
- Vervins-Ville
- Thenailles
- Harcigny
- Plomion - Bancigny
- Jeantes
- Coutenval
- Coingt
- Corneaux
- Iviers
- Brunehamel

### De Brunehamel à Liart
Le tronçon faisait 14 km et desservait :
- Brunehamel
- Blanchefosse
- Bay-Grands-Caillaux
- La Férée
- Liart